# Mesosemia pacifica
Mesosemia pacifica är en fjärilsart som beskrevs av Hans Ferdinand Emil Julius Stichel 1926. Mesosemia pacifica ingår i släktet Mesosemia och familjen Riodinidae. Inga underarter finns listade i Catalogue of Life.